# Grit (rasgo de personalidad)
En psicología, el grit (determinación) es un rasgo de personalidad que describe hasta que punto un individuo es capaz de perseverar en un esfuerzo de largo aliento con miras a alcanzar un objetivo a largo plazo por el que uno se sienta muy motivado y a pesar de los obstáculos y dificultades que encuentre. Esta noción es similar a otros rasgos psicológicos como la rigurosidad, u otras nociones menos formalizadas como la ambición, la obstinación e incluso la resiliencia .
Este constructo psicológico se basa en la hipótesis de que la realización de una determinada tarea por parte de un individuo no es sólo resultado de su capacidad a priori o de su talento, sino principalmente de la capacidad de este último para persistir continuamente en el trabajo que conducirá al resultado (constancia y perserverancia).
La noción de grit fue estudiada y publicitada en la década de 2000 por la psicóloga Angela Duckworth basándose en su trabajo que estudia las diferencias interindividuales en el rendimiento académico. Sin embargo, esta aptitud para el esfuerzo continuo ya había sido descrita por el psicólogo estadounidense William James en 1907, o incluso antes por Francis Galton  e incluso es posible rastrear la genealogía hasta la noción filosófica de fuerza de voluntad, hasta la virtud cardinal de fortaleza o el ideal aristotélico de coraje y tenacidad.